# Південний Урал
Південний Урал — найпівденніша й найширша частина Уральських гір, розташовується між Середнім Уралом і Мугоджарами. Із заходу і сходу обмежена Східноєвропейською та Західносибірською рівнинами.
Північна межа по широтній ділянці річки Уфи в районі селища Нижній Уфалей. На півдні межує з Мугоджарами на території Актюбінської області Республіки Казахстан.
За рахунок примикання широких передгір'їв Південний Урал розширюється до 250 км при середній ширині Уральських гір від 40 до 150 км. Довжина 550 км.

## Вершини
- Ямантау (1640 м)
- Великий Іремель (1582 м)
- Малий Ямантау (1510 м)
- Нургуш (1406 м)
- Кругліца (1168 м)
- Отклікной гребінь (1155 м)

## Геологічна будова
Геологічна будова Південного Уралу відрізняється значною складністю, що визначається тривалою геологічною історією формування Уральської гірської країни.
Учені вважають, що в кінці протерозою на території Уралу існував просторий океан. На дні океану активно розвивалися тектонічні й вулканічні процеси. Виникли острівні дуги, крайові моря й острови послужили місцем розвитку пишної рослинності. Нижчі рослини, плауни, папороті, хвощі досягали величезного розвитку. Залишки їх, що накопичилися в лагунах, послужили в майбутньому матеріалом для утворення кам'яновугільних басейнів: Полтаво-Бредінського, Еманжелінського тощо.
По тріщинах в земній корі, які виникали уздовж осей цих островів, проявлявся вулканізм. Разом з лавою до земної поверхні піднімалися цінні металеві елементи: платина, золото, хром, магній, магнітні залізняки. З підводним вулканізмом пов'язано також утворення відомих уральських яшм, родовища яких починаються в районі Міаса і розповсюджуються далеко на південь.
Характерною особливістю Південного Уралу є витриманість напряму основних тектонічних структур і що розділяють їх великих глибинних розломів, які на багато сотень кілометрів тягнуться в меридіональному напрямі. У гірській частині форми рельєфу збігаються з геологічними структурами, переважає пряме їх співвідношення, хребти приурочені до антиклінальних структур, а пониження між ними — до синклінальних. Складчасті споруди Південного Уралу відокремлені від Російської платформи системою глибоких, заповнених пермськими відкладеннями, низовин Передуральського краєвого прогину. Серед пермських відкладень широко поширені вапняки, доломіт, мергелі, пісковики. У рельєфі цим прогинам відповідають депресії й низовини.
Сучасні гірські споруди Південного Уралу представляють лише малу частину стародавньої складчастої гірської країни, яка охоплювала всю територію Челябінської області та тягнулися на схід за її межі.

## Об'єкти
На східному схилі розташовано озеро Чебаркуль.